# Star 12.155
Star 12.155 – polski średni samochód ciężarowy produkowany w latach 1998–2000 przez Star Trucks Sp. z o.o. w Starachowicach. Następca samochodu Star 1142. Powstał ze znaczącym udziałem części z ciężarówek firmy Steyr przejętej przez koncern MAN. Po trzech latach produkcji model został zastąpiony przez serię Star S2000 w pełni zintegrowaną z modelami produkowanymi przez MAN.
Samochód zadebiutował w grudniu 1998 roku i był razem ze Star 8.125 pierwszą ciężarówką, w której wykorzystano podzespoły MAN/Steyr. Zastosowano silnik wysokoprężny MAN o mocy 155 KM (114 kW) i maksymalnym momencie obrotowym 580 Nm, spełniający normę Euro 2, oraz krótką odchylaną kabinę produkowaną na licencji MAN. Dopuszczalna masa całkowita wynosi 12 ton, może holować przyczepę o masie 8700 kg.
Między innymi, w 2000 roku 62 samochody zostały zakupione przez Wojsko Polskie.